# یوکی اوکاموتو
یوکی اوکاموتو (ژاپنی: 岡本 勇輝؛ زادهٔ ۱۰ ژوئن ۱۹۸۳) یک بازیکن فوتبال اهل ژاپن است.
از باشگاه‌هایی که در آن بازی کرده‌است می‌توان به باشگاه فوتبال میتو هولیهوک اشاره کرد.